# کامبارا دو سول
کامبارا دو سول (به پرتغالی: Cambará do Sul) یک منطقهٔ مسکونی در برزیل است که در ریو گرانده جنوبی واقع شده‌است. کامبارا دو سول ۶٬۴۰۶ نفر جمعیت دارد.